# 워커힐에서 만납시다
"워커힐에서 만납시다"는 한국에서 제작된 한형모 감독의 1966년 영화이다. 남정임 등이 주연으로 출연하였고 김태수 등이 제작에 참여하였다.

## 출연

### 주연
- 남정임
- 구봉서
- 배삼룡
- 양훈

### 조연
- 트위스트 김
- 서영춘
- 곽규석
- 박옥초
- 김기범
- 임성포
- 김소영
- 한유정
- 현미
- 한명숙
- 이금희

## 기타
- 조명: 서병수
- 음향효과: 최형래
- 미술: 이봉선